# Debout Sur Le Zinc
Debout sur le Zinc abgekürzt DSLZ ist eine französische Gruppe mit sechs Mitgliedern, die traditionelle französische Musik mit anderen Genres mischt. Dazu gehören irische Musik, Rock, Klezmer, Gypsy und Jazz. Sie bezeichnen sich selbst als irische Folkband, die mit einer Rockgruppe fusioniert hat.
Das erste Album war im Jahre 1999 Debout Sur Le Zinc. Bekannt wurden sie durch das Album L’homme à tue-tête mediale aus dem Jahr 2001. Bereits mit ihrem dritten Album Des singes et les moutons tourten sie international. Am 16. Mai 2006 stellten sie im ausverkauften Olympia in Paris ihr viertes Album Les Promesses vor.

## Diskografie
- Debout Sur Le Zinc,  1999
- L'Homme à Tue-Tête, 2001
- Des Singes et Des Moutons, 2004
- Les Promesses, 2006
- Récréations, 2007
- De Charybde en Scylla, 2008
- De scy de là (live), 2010
- La Fuite en avant, 2011
- Eldorado(s), 2015
- Trois jours debout, 2017
- Vian par Debout sur le zinc, 2019
- L’Importance de l’hiver, 2021